# Giacomo Lanfredini
Giacomo Lanfredini, italijanski rimskokatoliški duhovnik, škof in kardinal, * 26. oktober 1680, Firence, † 16. maj 1741.

## Življenjepis
24. marca 1734 je bil povzdignjen v kardinala in 4. aprila istega leta je prejel škofovsko posvečenje kot škof Osima e Cingolija; 12. aprila 1734 je bil imenovan za kardinal-diakona S. Maria in Portico.
Med 15. septembrom 1734 in 15. septembrom 1740 je bil škof Osima e Cingolija.